# Fitoplankton
Fitoplankton (tudi Phytoplankton) je droben rastlinski organizem, ki prosto lebdi v vodi in se pasivno premika z vodnimi tokovi. Je največji proizvajalec kisika na zemlji. Ko po dnevu ali dveh odmre, pade na morsko dno v obliki ogljika.

## Opis fitoplanktona
Fitoplankton so mikroskopske rastline, ki živijo v oceanih. Obstaja veliko vrst fitoplanktona od katerih, ima vsaka različno obliko. Fitoplankton bujno raste v morjih po vsem svetu in so temelj morske prehranjevalne verige. Majhne ribe in nekatere vrste kitov se z njimi prehranjujejo. Rast fitoplanktona je dober pokazatelj sprememb v naravnem okolju. Ker s svojim delovanjem vpliva na svetovno podnebje, je poglavitni interes mnogih svetovnih oceanografov.

## Življenjski ciklus fitoplanktona
Kot elektrarna na kopnem potrebuje fitoplankton za svojo rast sončno svetlobo, vodo in hranila. Največ ga je na površini morske gladine ali blizu nje, ker je tam veliko sončne svetlobe. Prav tako kot kopenske rastline vsebujejo pigment klorofil, ki jim daje zelenkasto barvo. Klorofil uporabljajo rastline za fotosintezo s katero razgrajujejo CO2, ogljikove hidrate pa uporabljajo za temeljni razvoj.
Ozračje je bogat vir plina ogljikovega dioksida, ki se na milijone ton raztopi v oceanih vsako leto. Kljub temu, da ima fitoplankton hrane veliko, potrebuje za svoje preživetje še veliko železa. Ko je površina vode hladna je vodni steber nestabilen in voda iz globin tako priteka na površje. Takšna voda za sabo prinaša bistveno več hrane s katero se hrani fitoplankton. Toda, ko je površinska voda topla (pojav El Niño) je vodni steber bolj stabilen, hladna voda ostaja v globinah in s tem tudi hrana. Ta pojav upočasni dovajanje hranljivih snovi. Zato fitoplanktoni stradajo in s tem tudi ribe in nekatere vrst kitov, ki so odvisni od te hrane.
V idealnih pogojih živi približno od enega do dva dneva. Ko umre, potone na dno. Že skozi celi čas je ocean postal glavni izvor shranjevanja atmosferskega ogljika. Približno 90 % vse svetovne količine ogljika leži na dnu morja, predvsem v obliki mrtve biomase.

## Kako fitoplankton vpliva na globalne spremembe
Kot je bilo rečeno, Fitoplankton uporablja ogljikov dioksid za fotosintezo. Večja kot je populacija fitoplanktona, več ogljikovega dioksida potegne iz ozračja, torej je nižja povprečna temperatura na zemlji zaradi toplogrednega plina. Znanstveniki so odkrili, da lahko glede na populacijo fitoplanktona se podvoji njihovo število na dan. Z drugimi besedami, fitoplankton se zelo hitro odzove na spremembe v njihovem okolju. Velike populacije tega organizma, ki se ohranjajo v dobi časa, bi lahko znatno znižale, ravni – emisije atmosferskega ogljikovega dioksida in posledično znižale povprečne temperature na Zemlji.

## Fitoplankton kot kazalci sprememb
Kot je bilo tudi že omenjeno količina fitoplanktona, je odvisna od sončne svetlobe, hranljivih snovi in vode za preživetje. Fizikalne in kemijske variacije naštetih sestavin za preživetje bo vplivala s časom na določeni območjih o koncentraciji fitoplanktona. Populacije teh morskih rastlin se bodo povečale ali zmanjšale, ker se hitro odzovejo na spremembe v njihovem okolju.
Spremembe trendov za določeno populacijo fitoplanktona kot so: gostota, stopnja rasti populacije rastline, opozorijo okoljevarstvenike na lokalne okoljske spremembe. S primerjavo teh fitoplanktonskih trendov z ostalimi meritvami in temperaturo, se lahko znanstveniki naučijo, kako fitoplankton kljubuje klimatološkim in okoljskim spremembam.
Za človeško oko se zdi ocean v odtenkih modre ali modro-zelene barve. Iz vesolja satelitski senzorji lahko zaznajo rahle razlike teh barv. Različne barvne odtenke oceana kažejo na različno prisotnost koncentracij usedlin organskih snovi ali celo fitoplanktona.
Zaradi svojega pigmenta, to je klorofil fitoplanktona selektivno absorbirajo rdeči in modri spekter svetlobe (za fotosintezo) in oddajajo zeleno svetlobo (kisik). Torej je morje v območjih z visoko koncentracijo fitoplanktona prikazan kot modro-zelen do zelen odtenek, odvisno od vrste in gostote fitoplanktona.
Razlaga slik: To je zaporedje slik oceanov SeaWiFS, barve posnetkov kažejo na vpliv nedavnega pojava El Niño na produktivnost fitoplanktona okoli otoka Galapagos v Tihem oceanu. Leva slika je bila posneta 1997-98 (vpliv morskega toplega toka El Niña), desna slika pa v današnjem času (vpliv La Niña)
- Posnetek razvoja fitoplanktona, 1997-98, topla voda je na površju, glej pojav El Niño. Fitoplanktona praktično ga ni.
- Posnetek razvoja fitoplanktona, današnji čas pa povečan razcvet, hladna voda na površju glej pojav El Niña.